# Lennart Undvall
Lennart Undvall född 1941 är en svensk matematiklärare och läroboksförfattare.
Undvall undervisade på St Ilians skola i Västerås i ungefär 40 år och har därefter arbetat extra på Rudbeckianska gymnasiet. 
Han har bland annat författat följande läroböcker för grundskolan:
- Alma - Almqvist & Wiksells matematik[1]
- Spektrum Fysik[2], första utgåva 1995; ny, omarbetad upplaga 2001;  tredje upplagan, inklusive separat "lightversion" 2006, senaste utgåva 2018
- Matematikboken XYZ[3] och Matematik XYZ[4]

## Utmärkelser
- 2013 – Tilldelad SLFF:s läromedelsförfattarpris Lärkan i kategori Högstadium[5]